# Калиманци (област Благоевград)
Вижте пояснителната страница за други значения на Калиманци.
Калима̀нци е село в Югозападна България. Селото се намира в община Сандански, област Благоевград.

## География
Населението на село Калиманци е 214 души.

## История
През XIX век Калиманци е чисто българско и се числи към Мелнишката кааза на Османската империя. Църквата „Свети Никола“ е построена в 1845 година. В „Етнография на вилаетите Адрианопол, Монастир и Салоника“, издадена в Константинопол в 1878 година и отразяваща статистиката на населението от 1873 година, Калиманци (Kalimantsi) е посочено като село със 124 домакинства и 410 жители българи.
През 1891 година Георги Стрезов пише за селото:
| „ | Калиманци, село в полите на Пирин, до един от притоците на Бистрица; лежи недалеч от дола, който разделя двата паралелни хърбета на Пирин. Околност прелестна, обсипана с гора и лозя. Има църква, в която четат по славенски, и българско училище с 32 ученика. То е селото на даскал Константина – забележителен деец и подпора на българщината по цяло Мелничко. 190 къщи, българе. | “ |

Съгласно статистиката на Васил Кънчов („Македония. Етнография и статистика“) от 1900 година, селото е населявано от 610 жители, всички българи-християни.
Според статистиката на секретаря на Българската екзархия Димитър Мишев („La Macédoine et sa Population Chrétienne“) в 1905 година християнското население на селото (Kalimantzi) се състои от 480 българи екзархисти. В селото има 1 начално българско училище с 1 учител и 42 ученика.

## Население

### Етнически състав
Преброяване на населението през 2011 г.
Численост и дял на етническите групи според преброяването на населението през 2011 г.:
|                     | Численост |
| Общо                | 212       |
| Българи             | 209       |
| Турци               | –         |
| Цигани              | –         |
| Други               | –         |
| Не се самоопределят | –         |
| Неотговорили        | 3         |

## Културни и природни забележителности
Близко в планина има развалини на средновековна църква. На 3 часа и 30 минути пеш от селото се намира Гоцев връх.
През 1972 г. в близост до селото е открита част от глава на праисторически бозайник от ранния Миоцен. През 2001 г. е установено, че костите са от нов непознат вид. Поради това той е наречен с името българска калиманция Kalimantsia bulgarica. От същото палеонтологично находище с късно-миоценска възраст палеоорнитологът проф. Златозар Боев е определил една костна находка (фрагмент от стъпална кост на десния крак) като принадлежаща на каратеодоровия щраус (Struthio karatheodoris). Това е една от общо двете находки (другата е от находището до гр. Хаджидимово), чрез които за първи път в България беше установено, че някога на територията на страната са се срещали и щрауси.

## Личности
Родени в Калиманци
- Георги Казепов (1880 – 1923), български революционер
- Иван Артъков, български учител и деец на ВМОРО, завършил Солунската българска гимназия[12]
- Илия Даскалов (1866 – 1922), български революционер
- Илия Костадинов (1880 – 1923), български революционер
- Костадин Попстоянов (Костадин Калиманцалията) (около 1836 – 1900), български учител и участник в църковно-националните борби

Починали в Калиманци
- Георги Спанчовалията (? – 1903), български революционер

Други
- Любомир Г. Казепов, български общественик, председател на Серско-Драмската секция на Македонското културно-просветно дружество „Гоце Делчев“ в София към 1974 година[13]